# Pherhimius
Pherhimius — род жесткокрылых из семейства щелкунов.

## Описание
Усики у самцов и самок гребенчатые. Медиана переднеспинки с сильно сдавленными бугорками на заднем склоне.

## Систематика
В составе рода:
- Pherhimius decorus
- Pherhimius fascicularis (Fabricius 1787)
- Pherhimius scriptus